# 阿漕駅
阿漕駅（あこぎえき）は、三重県津市大倉にある、東海旅客鉄道（JR東海）紀勢本線の駅である。アクセントは中高型。

## 歴史
以前は付近に紡績工場があり、比較的大きな貨物駅であったため、最盛期の面影を伝える駅舎が近年まで現存していたが、2014年9月30日に解体された。駅の南東のヤード跡は現在シーテック三重支社が建っている。また、国鉄駅からやや離れた場所には、1909年 - 1942年にかけて中勢鉄道阿漕駅が存在した。

### 年表
- 1893年（明治26年）12月31日：参宮鉄道津駅 - 相可駅（現・多気駅） - 宮川駅間開通時に開設[1][2]。
- 1907年（明治40年）10月1日：参宮鉄道国有化[1]、帝国鉄道庁の駅となる。
- 1909年（明治42年）10月12日：線路名称制定、参宮線所属となる[1]。
- 1959年（昭和34年）7月15日：線路名称改定、参宮線亀山駅 - 当駅 - 多気駅間が紀勢本線へ編入、同線の駅となる[1]。
- 1980年（昭和55年）8月1日：貨物取扱廃止[3]。
- 1983年（昭和58年）12月21日：荷物扱い廃止[3]、無人駅化[4]。
- 1987年（昭和62年）4月1日：国鉄分割民営化に伴い、JR東海の駅となる[1]。
- 2015年（平成27年）3月2日：新駅舎完成。

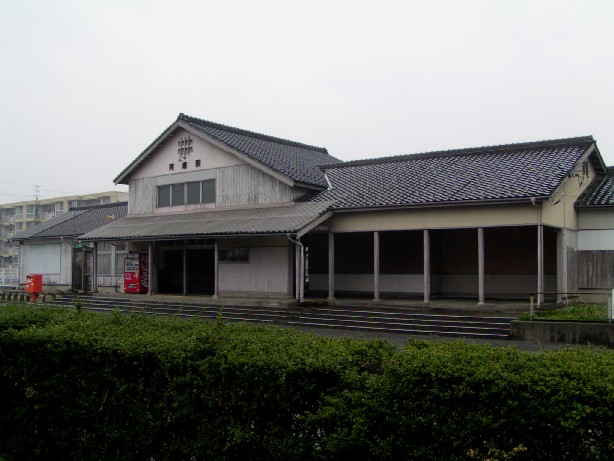
旧駅舎（2005年7月）

## 駅構造
単式ホーム1面1線と島式ホーム1面2線、計2面3線を有する列車交換・待避・折返し可能な地上駅。単式ホーム側に駅舎があり、両ホームは跨線橋で連絡している。1線スルー配線となっているため、行違いが無い場合、通過列車は上下共に2番線を通過するが、停車列車については原則として下り列車は1番線、上り列車は2番線を使用する。
津駅管理の無人駅。

### のりば
| 番線 | 路線      | 方向 | 行先             |
| ---- | --------- | ---- | ---------------- |
| 1    | ■紀勢本線 | 下り | 松阪・伊勢市方面 |
| 2・3 | ■紀勢本線 | 上り | 亀山・名古屋方面 |

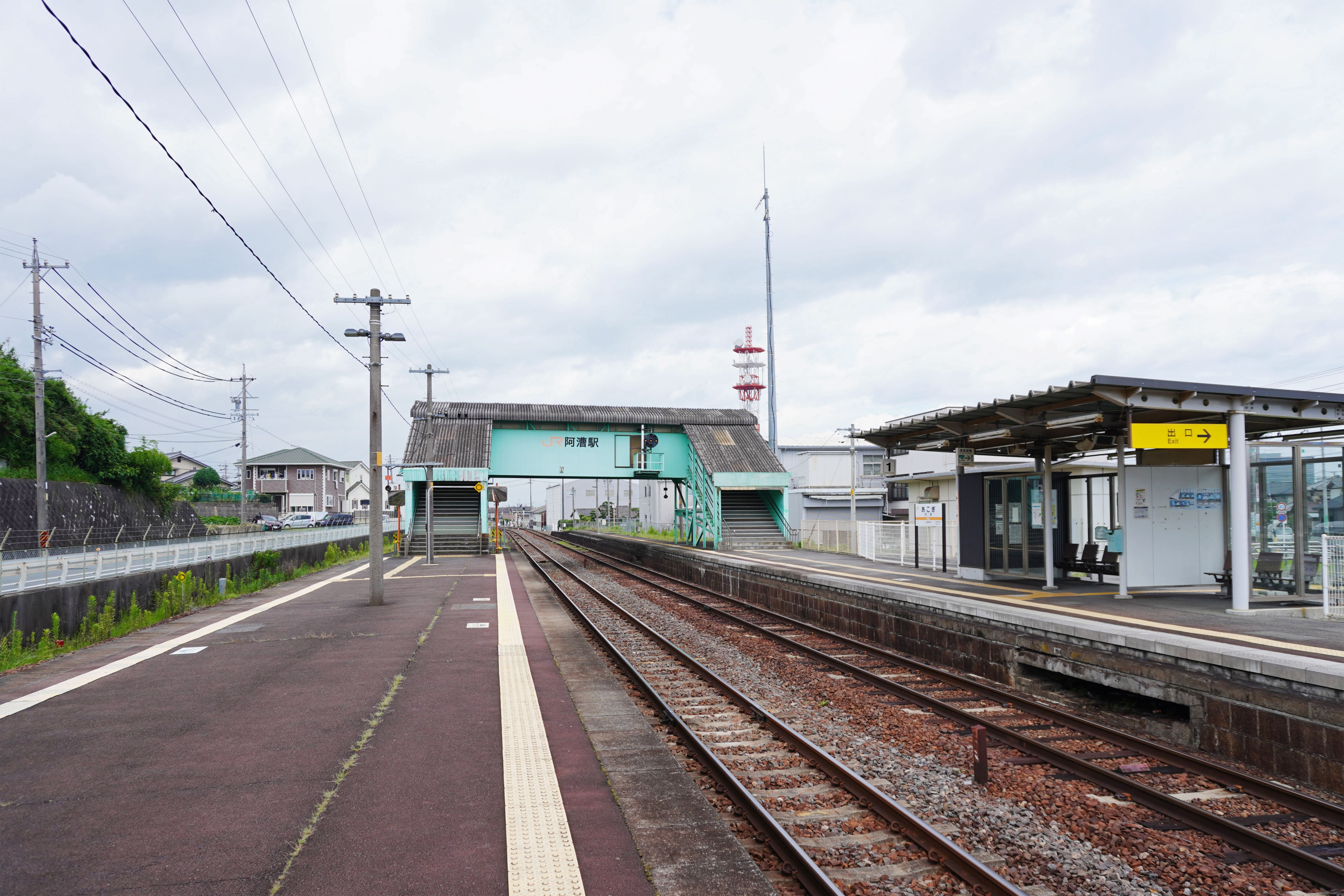
ホーム（2023年7月）

## 利用状況
「三重県統計書」によると、近年の1日平均乗車人員の推移は以下の通り。三重交通のバスと競合しており、県都の市街地駅としては少ないが（郊外部の一身田駅の4分の一程度）、朝夕は通学生のまとまった利用がある他、日中は出張客などの利用もある。
| 年度   | 一日平均 乗車人員 |
| ------ | ----------------- |
| 1998年 | 460               |
| 1999年 | 439               |
| 2000年 | 418               |
| 2001年 | 434               |
| 2002年 | 428               |
| 2003年 | 398               |
| 2004年 | 356               |
| 2005年 | 325               |
| 2006年 | 316               |
| 2007年 | 325               |
| 2008年 | 327               |
| 2009年 | 311               |
| 2010年 | 302               |
| 2011年 | 306               |
| 2012年 | 299               |
| 2013年 | 308               |
| 2014年 | 289               |
| 2015年 | 299               |
| 2016年 | 307               |
| 2017年 | 327               |
| 2018年 | 328               |
| 2019年 | 344               |

## 駅周辺
津市街の南端部に位置しており、周辺には公園・学校・事業所・商店などが多数点在する。駅裏の西側は丘陵地帯を開発した新興住宅街である。駅名の由来であり、強欲を意味する「あこぎ」の語源とも言われる阿漕浦は東へ1.2km程度。

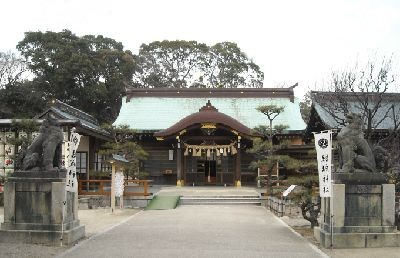
結城神社
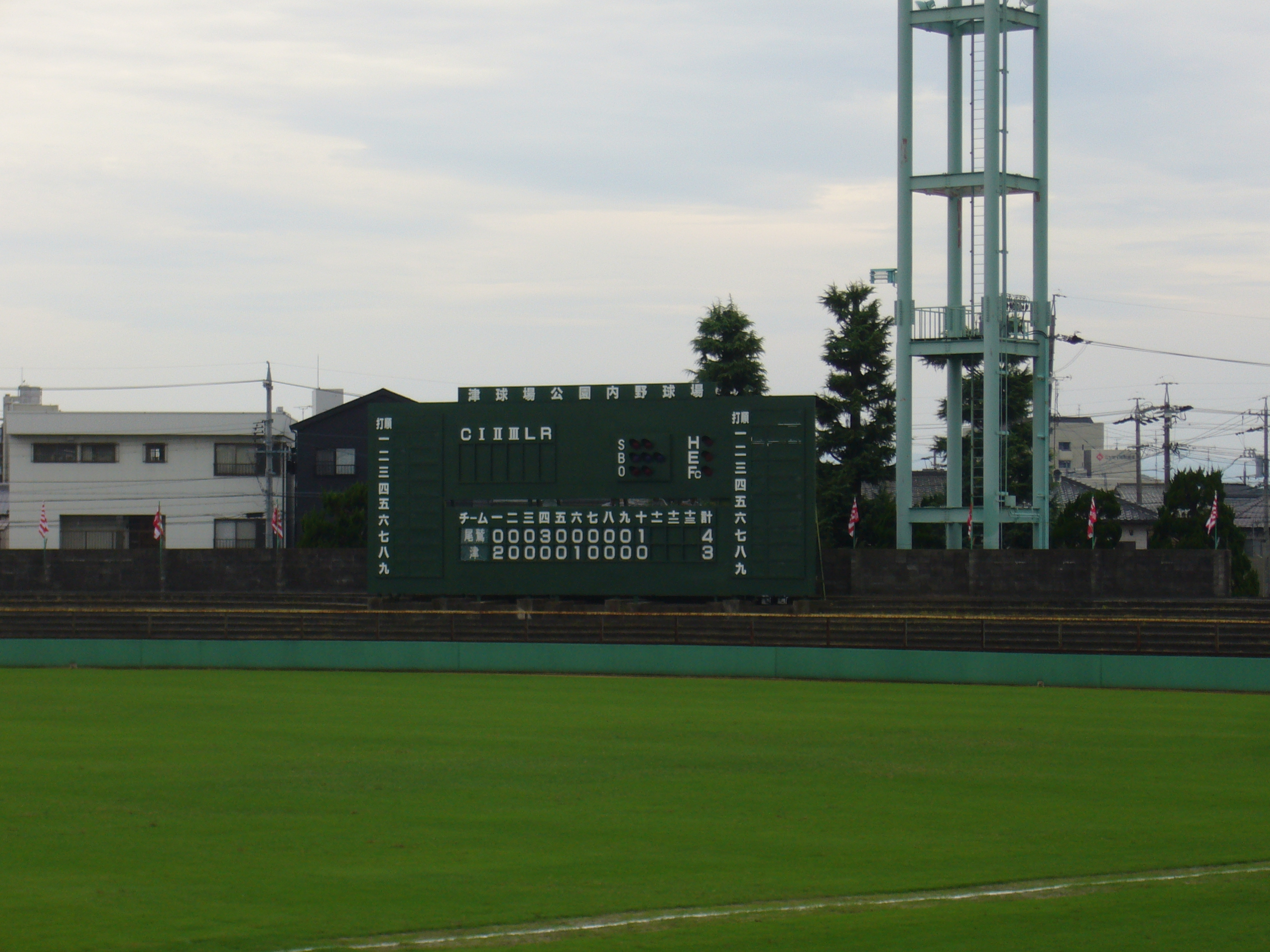
津球場公園内野球場
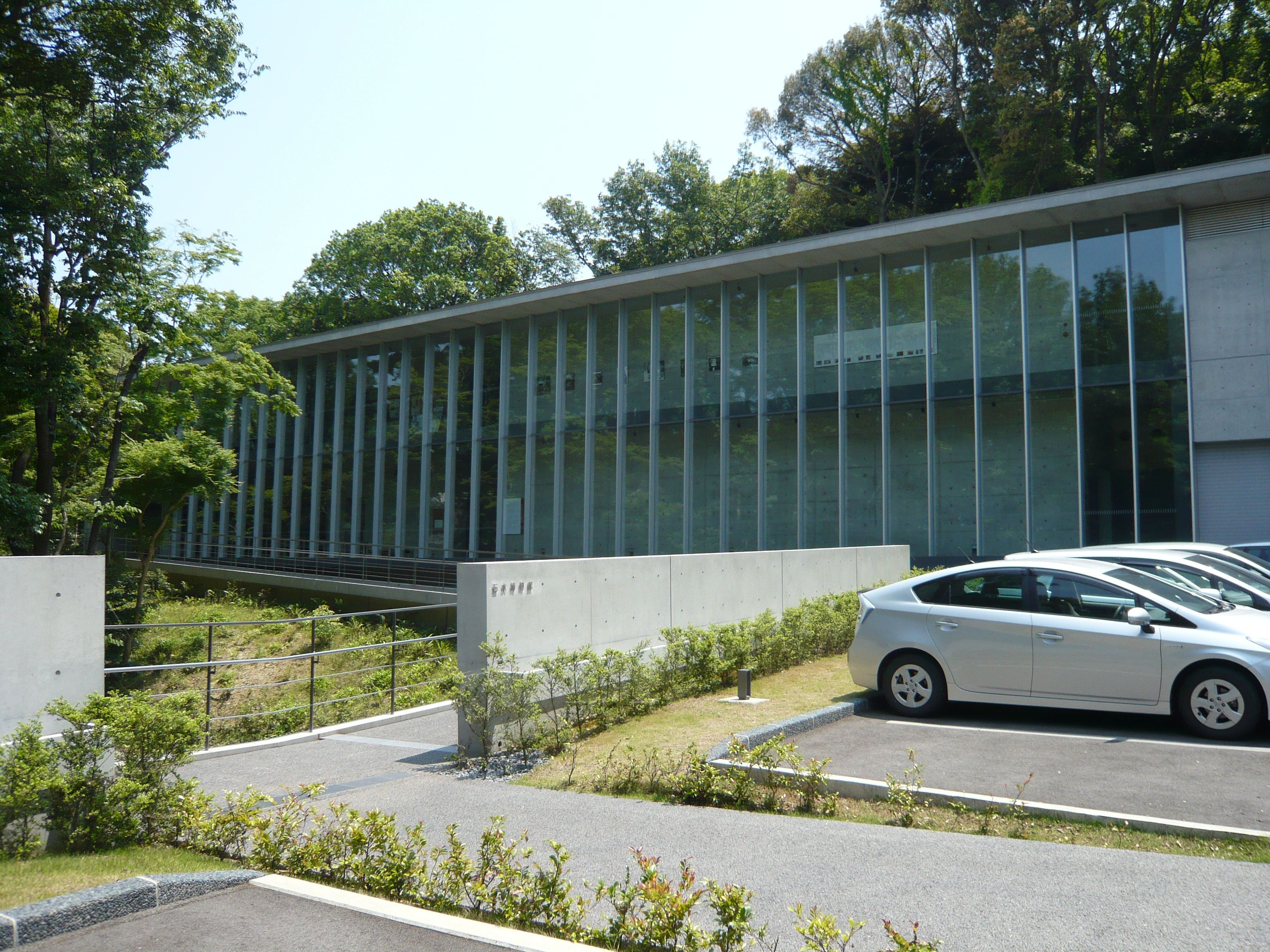
石水博物館

### 東側（市街地・阿漕浦方面）
- 阿漕駅前の被爆の塀
- 熱田小児科クリニック
- 津ハッピーブックス
- 三重県立津工業高等学校
- 三重県立みえ夢学園高等学校
- 津市立橋南中学校
- 津市立育生小学校
- 津市立修成小学校
- 三重刑務所
  - 旧安濃津監獄正門
- 津球場公園
  - 津球場公園内野球場
- 結城神社 - 約300本の枝垂れ梅
- 津八幡宮
- 阿漕浦
  - 津ヨットハーバー
- NTTコミュニケーションズNTT津南ビル
- NTTドコモ津幸町ビル
- マックスバリュ垂水店
- ケーズデンキ津店
- 青山高原ウインドファーム本社
- 三重県公衆浴場業生活衛生同業組合
- 百五銀行橋南支店
- 日本共産党三重県委員会

### 西側（半田・高松山方面）
- セントヨゼフ女子学園高等学校・中学校
- カロンデレットの聖ヨゼフ修道会
- 石水博物館 - 川喜田半泥子の作品が中心
- スギ薬局津半田店

### バス路線
駅前には乗り入れないが、駅周辺に三重交通のバス停留所が存在する。
- 阿漕駅口停留所[5] - 150m、熱田小児科クリニック裏
  - 1番のりば：津駅行き
  - 2番のりば：榊原車庫前行き
- 西阿漕停留所[6] - 450m、国道23号南中央交差点付近
  - 1番のりば：津駅行き
  - 2番のりば：警察学校行き、榊原車庫前行き

## 隣の駅
東海旅客鉄道（JR東海）
■紀勢本線
■快速「みえ」
通過
■普通
津駅 - 阿漕駅 - 高茶屋駅